# Överbudspolitik
Överbudspolitik är en nedsättande benämning på politiska förslag som är orealistiska, exempelvis eftersom de saknar säker finansiering. Sådana förslag har ofta till syfte att locka väljare.